# Sidney Jellicoe
Sidney Jellicoe (25 agosto 1906 – 24 novembre 1973) è stato un teologo e biblista britannico, decano emerito e professore di teologia.

## Biografia
Era uno studioso del St Chad's College, Durham. Dopo l'ordinazione a York Minster nel 1934, ha servito come parroco in Inghilterra per undici anni, poi per otto anni è stato cappellano e docente al Bishop Otter Training College, Chichester. Nel 1952 divenne Dean of Divinity e Harrold Professor presso la Bishop's University, Lennoxville, Quebec. Nel 1966 è diventato Decano di Teologia e nel 1971 Decano Emerito, nonché primo Presidente della Divisione di Studi universitari. Nel 1955, il Diocesan College di Montreal, gli conferì la laurea honoris causa in Divinità e nel 1970 la Bishop's University gli conferì la laurea honoris causa in diritto civile. È stato uno dei fondatori della International Organization for Septuagint and Cognate Studies (IOSCS), incluso Robert A. Kraft.
Sidney Jellicoe è stato redattore del Bulletin of the International Organization for Septuagint and Cognate Studies.

## Opere pubblicate
- Sidney Jellicoe, The Septuagint and modern study, Oxford: Clarendon Press, 1968, ISBN 9780198266174, OCLC 362777.
- Sebastian P Brock, Charles Theodore Fritsch e Sidney Jellicoe, A classified bibliography of the Septuagint. Arbeiten zur Literatur und Geschichte des Hellenistischen Judentums, vol. 6, Leiden, Netherlands: E.J. Brill, 1973, OCLC 760456592.
- Sidney Jellicoe, Studies in the Septuagint: origins, recensions, ad interpretations: selected essays. Library of biblical studies, New York, 1974, OCLC 470456469.